# Iseilema
Genre
Classification phylogénétique
Iseilema, appelée en Australie Herbe de Flinders, est un genre de plantes asiatiques et australiennes de la famille des graminées,,.

## Espèces
On dénombre 24 espèces d'Iseilema,,,
.
- Iseilema anthephoroides Hack. - Inde
- Iseilema argutum (Nees ex Steud.) Andersson - Java, Indochine
- Iseilema calvum C.E.Hubb. - Australie
- Iseilema ciliatum C.E.Hubb. - Australie
- Iseilema convexum C.E.Hubb. - Australie
- Iseilema dolichotrichum C.E.Hubb. - Australie
- Iseilema eremaeum S.T.Blake - Australie
- Iseilema fragile S.T.Blake - Australie
- Iseilema holei Haines - Inde
- Iseilema holmesii S.T.Blake - Australie occidentale
- Iseilema hubbardii Uppuluri - Inde
- Iseilema jainiana P.Umam. & P.Daniel - Sous-continent indien, Myanmar
- Iseilema macratherum Domin - Australie
- Iseilema maculatum Jansen - Wetar
- Iseilema membranaceum (Lindl.) Domin - Australie
- Iseilema minutiflorum Jansen - Sumba dans les Petites îles de la Sonde orientales
- Iseilema prostratum (L.) Andersson - Sous-continent indien, Indochine
- Iseilema schmidii A.Camus - Cambodge
- Iseilema siamense C.E.Hubb. - Cambodge, Thaïlande
- Iseilema thorelii A.Camus - Laos, Thaïlande, Vietnam
- Iseilema trichopus (Benth.) C.E.Hubb. - Australie
- Iseilema vaginiflorum Domin - Australie
- Iseilema venkateswarlui Atyavathi - Inde
- Iseilema windersii C.E.Hubb. - Australie